# Papilio iswara
Papilio iswara är en fjärilsart som beskrevs av White 1842. Papilio iswara ingår i släktet Papilio och familjen riddarfjärilar. Inga underarter finns listade i Catalogue of Life.

## Bildgalleri

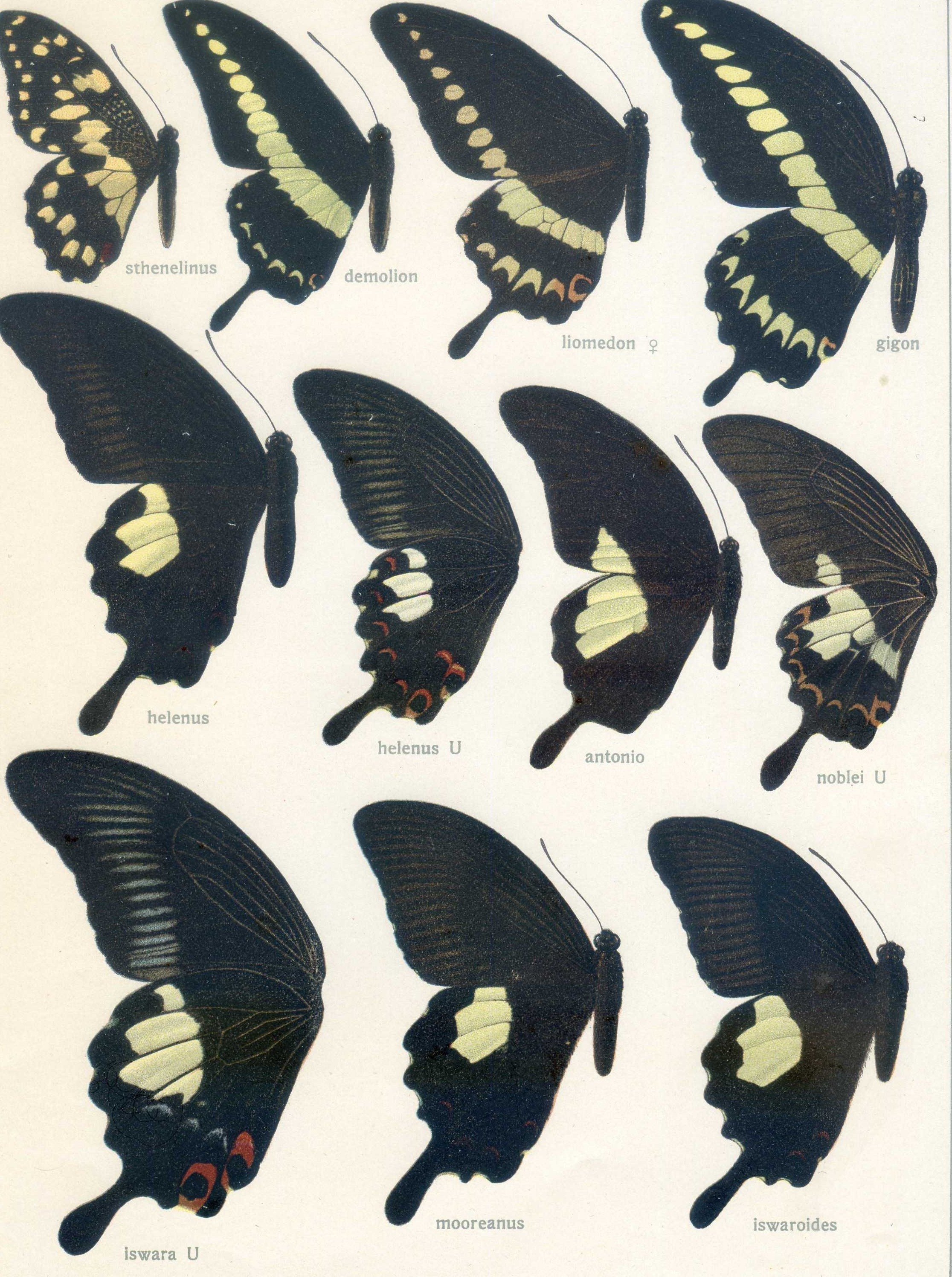